# Chiesa di Santa Maria Assunta (Oneta)
La chiesa di Santa Maria Assunta è il principale luogo di culto cattolico di Oneta in alta Val del Riso, posta occidentalmente alla val Seriana, in provincia e diocesi di Bergamo.

## Storia
All'interno sulle pareti intonacate sono dipinte alcune immagini sacre. Un arco in pietra sopra il presbiterio sostiene il tetto a due falde. Vi è un unico altare dedicato alla Vergine Maria Assunta.»
(Lapide commemorativa)
A sinistra del porticato è presente una lapide commemorativa che daterebbe la costruzione di una prima chiesa sul territorio il 3 dicembre 1015 non vi è però documento che testimonierebbero questa data che venne indicata in un codice pergamenaceo risalente probabilmente al Cinquecento purtroppo poi andato perduto. La presenza di una colonna preromanica risalente all'XI secolo o XII secolo a tre facce che viene chiamata "dei mascheroni" testimonierebbe la presenza di una zona cimiteriale sul territorio già nel primo millennio. Un atto notarile del 27 gennaio 1352 del notaio Giacomo Guerinoni indica il suo rogito "sotto il cimitero della chiesa della gloriosissima B. Maria Assunta".
La chiesa fu ricostruita nel 1493 come indicato dalla data incisa sul portale d'ingresso a sinistra del trigramma di san Bernardino da Siena, mentre a destra è presente la scritta, ovis (agnello) mantenendo però la sua dimensione originale. Nel 1511 nacque la Confraternita della Misericordia Maggiore gestita dai sindaci che veniva eletti ogni quattro anni e che gestiva le offerte che dovevano poi essere convertire in sale e altri beni per essere distribuite ai poveri durante le feste natalizie. La comunità di Oneta, nel 1512, fu sicuramente coinvolta nei lavori di costruzione del santuario della Madonna del Frassino dopo l'evento dell'apparizione mariana.
Nel 1514 il nuovo edificio di culto fu terminato ed ebbe la consacrazione da Cristoforo Mangiacini, come indicato sulla lapide posta a ricordo. La chiesa aveva allora le pareti affrescate e il battistero posto centralmente, mentre il dipinto Ballo dei disciplini o Danza macabra, poi perduto, era posto sulla facciata sopra l'ingresso. Questa era adornata da numerosi dipinti tra i quali un grande san Cristoforo.
Il 6 ottobre 1575 la chiesa fu visitata diocesana da san Carlo Borromeo e dagli atti si deduce che la chiesa era povera, e povere erano anche le offerte,cosa che indicherebbe la povertà africola del territorio; non vi era il campanile, ma due pilastri posti sulla facciata fissano due campane, le cui corde cadono all'interno davanti all'ingresso principale. La visita descrive l'altare maggiore dedicato all'Assunta con il dipinto di Giovan Battista Moroni raffigurante Maria Assunta al cielo.
La chiesa fu ampliata nel Settecento con la creazione di nuovi altari.

## Descrizione

### Esterno
L'edificio di culto dal classico orientamento est/ovest, è posto nella parte centrale della località, preceduto da un piccolo sagrato e affiancato sul lato a nord della strada comunale. La facciata è preceduta dal porticato che presenta tre aperture a tutto sesto frontali e una laterale complete di pilastri che sorreggono la copertura a crociera. Il porticato termina con il tetto a tre falde. La facciata prosegue con una grande apertura rettangolare centrale atta a illuminare l'aula. Termina con la copertura a due spioventi. Il portale d'ingresso è la parte più antica dell'edificio, probabilmente quattrocentesco, completo di due mensole che sorreggono l'architrave in pietra bocciardata con il trigramma di san Bernardino, la data e la scritta e terminante con una lunetta, dove vi è l'affresco del Cristo nel sepolcro sostenuto da due angeli.

### Interno
L'interno, preceduto da una bussola, è a unica navata che si sviluppa su cinque campate divise da quattro lesene a colonna. Queste sono complete di capitelli che reggono la copertura della volta a botte. Nella parte superiore tre aperture rettangolari sono presenti sul lato a destra, corrispondenti tre aperture chiuse sul lato a sinistra presentano strombature che si raccordano alla volta, ornata da tre grandi medaglioni con gli affreschi sulla vita di Maria, l'Annunciazione dell'angelo a Maria, l'Immacolata concezione, e la Visitazione alla cugina Elisabetta.
La zona presbiteriale a pianta rettangolare e terminante in quella semicircolare con la classica copertura a catino, conserva il coro ligneo. Il presbiterio è sopraelevato da tre gradini in marmo ad andamento curvo. La parete di fondo conserva la pala, opera giovanile, di Giovan Battista Moroni: Assunzione di Maria al cielo, probabilmente commissionata dalla famiglia Cabrini de Epis, mercanti albinesi, ma originari di Oneta, come testimonierebbero gli atti notarili di Paolo Cabrini, a cui il Moroni risulta presente in qualità di testimone, e il medaglione dipinto da Lattanzio Querena sempre raffigurante la Madonna, cui la chiesa è intitolata del 1833. L'altare maggiore conserva il paliotto di scuola fantoniana del 1709 in marmo bianco di Carrara raffigurante l'Assunzioned Maria.